# Незабравимата (роман)
„Незабравимата“ (на английски: A Walk to Remember) е роман от американския писател Никълъс Спаркс, издаден през октомври 1999 година.
Романът, определен през 1958/59 г. в Бюфорт, Северна Каролина, е историята на двама тийнейджъри, които се влюбват един с друг, въпреки различията на техните личности. Има ѝ издаден филм на този роман със същото име Незабравимата, който е излязъл 2002 г.

## Кратко описание
Историята започва с пролог от Ландън Картър на 57-годишна възраст.

## Герои
- Джейми Съливан
- Ландън Картър
- Hegbert Съливън
- Г-жа Картър
- Г-н Картър
- Анджела Кларк
- Кари Денисън
- Лю
- Мис Гарбър
- Ерик Хънтър
- Еди Джоунс
- Джеймс dead mother
- Маргарет